# Travelcard
Travelcard est un billet de transport intermodal à usage illimité pour le métro de Londres, le London Overground, le TfL Rail, le Docklands Light Railway, le Tramlink, les autobus de Londres et les services ferroviaires du National Rail de la région du Grand Londres. Travelcards peuvent être achetées pour une période variant d'un jour à un an, pour Transport for London, National Rail et leurs agents. En fonction du lieu d'achat et de la durée de validité, un Travelcard est imprimée sur un billet papier avec une bande magnétique ou encodée sur un Oyster card, la carte intelligente électronique sans contact de Transport for London. Le coût d’une Travelcard est déterminé par la zone qu’elle couvre et, à cette fin, Londres est divisée en plusieurs zones tarifaires. Le billet de saison Travelcard pour les voyages illimités dans les autobus de Londres et le métro de Londres a été lancé le 22 mai 1983 par London Transport,. Les cartes de voyage d'un jour et la validité des autres modes de transport ont été ajoutées à partir de 1984. L’introduction du Travelcard a entraîné une augmentation du nombre de clients et réduit le nombre de billets que les passagers devaient acheter.

## Opération
Une Travelcard permet à son titulaire de voyager illimité dans le Grand Londres dans les services de London Buses, du Tramlink, du métro de Londres, du London Overground, de Docklands Light Railway et du National Rail. Les cartes de voyage sont émises pour des périodes d'un ou sept jours, ou pour toute période d'un mois à un an. Ils permettent de voyager dans un maximum de 9 zones concentriques numérotées, avec la zone 1 au centre (qui incluit les aires centrales de la Cité de Londres et du West End) et les zones 6, 7, 8 et 9 (comprenant l'Aéroport de London Heathrow et les banlieues périphériques telles comme Uxbridge et Upminster, ainsi que des places en dehors de Londres comme Amersham) sur le bord extérieur. Sur le métro de Londres, le London Overground, le DLR et le National Rail, le Travelcard n’est valable que dans les zones indiquées sur le billet. Sur les bus londoniens, toute Travelcard peut être utilisée sur n’importe quel itinéraire. Sur Tramlink, toute Travelcard valable dans les zones 3, 4, 5 ou 6 peut être utilisée sur n’importe quel itinéraire de tramway. Des Travelcards sont vendues dans un nombre limité de combinaisons de zones adjacentes, différentes combinaisons étant disponibles en fonction de la durée de validité. Travelcards pour une seule zone ne sont plus vendues, ayant été retirées en 2006. Les Travelcards valables pour les voyages dans la zone 1 (la majeure partie du centre de Londres) sont plus chères que celles qui l'excluent, bien qu'à partir de 2011, les cartes de voyage d'un jour ne comprenant pas la zone 1 ne soient plus vendues.

### Services en dehors du Grand Londres

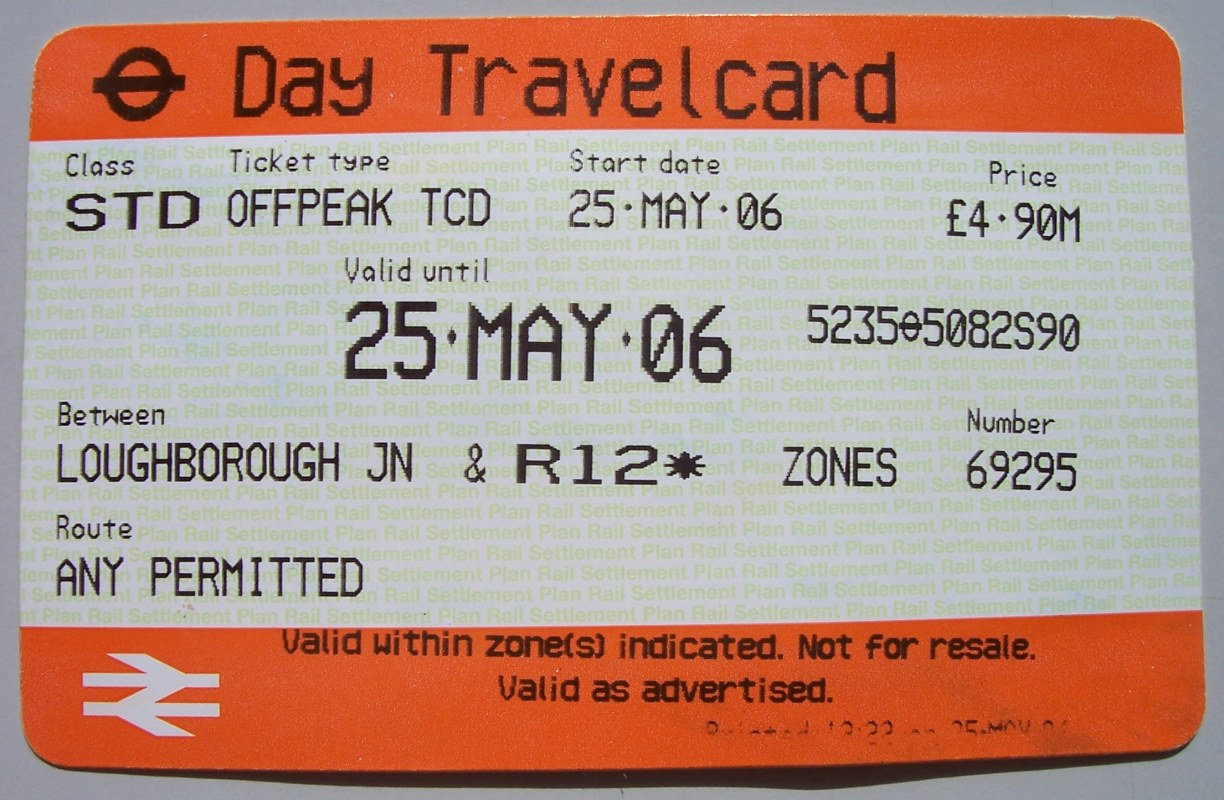
Travelcard d'un jour émise dans un point de vente National Rail

Il existe différents services en dehors du Grand Londres sur lesquels les Travelcards peuvent être utilisés. Ce sont six stations de la Central line dans le district d'Epping Forest de Essex (et deux sur la limite) qui sont inclus dans les zones 4, 5 et 6 ; sept stations de la Metropolitan line dans Hertfordshire et Buckinghamshire qui sont comprises dans les zones ancillaires locales 7, 8 et 9 ; trois stations du London Overground dans Hertfordshire, comprises dans les zones auxiliaires locales 7 et 8 ; et quatorze gares National Rail d’autres opérateurs situées en dehors du Grand Londres et comprises dans les zones 6 à 8. De plus, sur certains services d'autobus londonien qui traversent la limite du Grand Londres, les Travelcards sont valables pour l’ensemble du trajet. En dehors de la région métropolitaine de Londres, vous pouvez acheter des billets National Rail combinant un billet aller-retour à la journée et un Travelcard d’un jour. Celles-ci incluent un aller-retour à la périphérie de la zone Travelcard et la validité de la Travelcard standard dans les zones Travelcard. Les barrières de billets de train du réseau situées hors de la zone 6 conserveront le billet une fois le voyage de retour effectué, même si la partie du billet qui concerne la Travelcard reste valable jusqu'à 4 h 30 le lendemain dans les limites de la zone 6. De plus, les billets de saison National Rail en provenance de l'extérieur du Grand Londres peuvent inclure la validité de Travelcard dans Londres.

### Exceptions
Bien que situé dans la zone 6, les voyages en train Heathrow Express sur la liaison ferroviaire BAA en direction de Heathrow Central, les Heathrow Terminal 4 et Heathrow Terminal 5 ne sont pas inclus, mais depuis mai 2018, le voyage à destination de Heathrow est possible avec le service d'arrêt TfL Rail. Watford Junction est desservie par London Overground mais ne se trouve dans aucune des zones Travelcard, mais une Travelcard spéciale comprenant la gare et les zones 1 à 9 est disponible. Les déplacements sur la ligne de chemin de fer à Grande Vitesse entre St Pancras et Stratford International ne sont également pas inclus, à moins que le Travelcard soit "hors-frontière" : elle est valable pour une gare en dehors de Londres. En effet le High Speed One est considéré comme "en dehors des zones" à l’exception de London St Pancras International.